# Tserendesh Tsogtbaatar
Tserendesh Tsogtbaatar (ur. w 1941) – mongolski lekkoatleta, skoczek o tyczce. 

## Rekordy życiowe
- Skok o tyczce – 3,80 (1970) rekord Mongolii[2]